# Solomon Hochoy
Sir Solomon Hochoy (ur. 20 kwietnia 1905 na Jamajce, zm. 15 listopada 1983) – trynidadzko-tobagijski polityk pochodzenia chińskiego. Ostatni gubernator brytyjskiej kolonii Trynidad i Tobago od 1960 do 1962. Pierwszy gubernator generalny niepodległego Trynidadu i Tobago od 1962 do 1972. Jego imieniem nazwano jedną z autostrad w kraju.